# Gens Flaminia
La gens Flaminia fue una familia plebeya de la Antigua Roma.  Durante los primeros cinco siglos de Roma, no hay mención de ningún miembro de la gens Flaminia. En siglos anteriores, se creía que sólo hubo una familia de Flaminii en la gens Quincia, pero esta opinión surgió de una confusión de los Flaminii con los Flaminini, siendo estos últimos pertenecientes a la antigua gens patricia Quincio.

## Origen
El nombre Flaminius es evidentemente un derivado de flamen, y parece haber designado originalmente al criado de un flamen.

## Praenomina utilizados
Los principales praenomina utilizados por los Flaminii eran Gaius y Lucius. Al menos uno de los Flaminii llevó el praenomen Titus, pero puede haber sido un liberto, y por ello no está claro si este nombre fue regularmente utilizado por los Flaminii.

## Ramas y cognomina
Los únicos nombres familiares conocidos de la Flaminia gens son Chilo y Flamma. No hay ninguna evidencia para el cognomen Nepos, que Orelli da al Flaminio que cayó en la batalla del Lago Trasimene.
Chilo, o Cilo, como parece haber sido escrito el nombre en algún tipo de monedas de la gens Flaminia, se encuentra como apellido en un cierto número de familias romanas.  Los gramáticos latinos, sin embargo, afirman que Cilo fue aplicado a una persona con una cabeza larga y estrecha, y Chilo a otra de labios grandes o gruesos.